# براد جونستون
براد جونستون (بالإنجليزية: Brad Johnstone)‏ هو لاعب اتحاد الرغبي نيوزلندي، ولد في 30 يوليو 1950 في أوكلاند في نيوزيلندا.

## وصلات خارجية
- براد جونستون عل موقع إسبنسكروم (الإنجليزية)